# Glukoneogenes

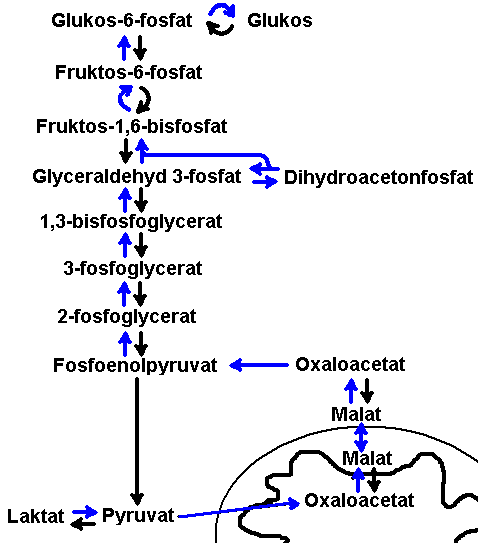
Schematisk bild över glukoneogenesen som sker i de blå pilarnas riktning (glykolys med svarta pilar). Böjda pilar betyder att olika enzymer som verkar i de olika riktningar.

Glukoneogenes är en energikrävande process där glukos bildas från andra enklare föreningar som cellen inte kan bryta ner. Exempel på föreningar som genomgår glukoneogenes är laktat, glycerol och alanin. Glukoneogenes sker huvudsakligen i levern under fasta. Främst hjärnan och röda blodkroppar (erytrocyter) är beroende av kontinuerlig tillförsel av glukos eftersom det är deras enda energikälla (hjärnan kan även förbränna ketonkroppar).
Glukoneogenesen är en process som motsvarar en bakvänd glykolys. Startmolekylerna kan vara vilken intermediär som helst i citronsyracykeln eller glykolysen, samt glycerol, laktat och vissa aminosyror som bryts ner i olika delar av kroppen. 

## Glukoneogenesen i Coricykeln
Ett belysande exempel där glukoneogenesen sker är i den s.k. Coricykeln där laktat från blodet, som bildats från anaerob cellandning i musklerna, omvandlas i levern till glukos. Om inte laktat omvandlas kan pH sjunka vilket skulle kunna leda till acidos.
Glukoneogenesen är energikrävande och behöver 4 ATP och 2 GTP för varje producerat glukos. Varje producerat glukos kräver två pyruvat som utgångsmaterial eftersom det krävs två glyceraldehyd-3-fosfat för bilda en fruktos-1,6-bisfosfat. Det innebär att stegen fram tills bildandet av fruktos-1,6-bisfosfat sker två gånger.
1. Laktat måste först omvandlas till pyruvat
2. Sedan omvandlas det till oxalacetat, den sista intermediären i citronsyracykeln. Detta sker i mitokondrien och kostar 1 ATP.
3. För att oxalacetatmolekylen ska passera membranet till cytosolen så omvandlas den till malat och passera membranet.
4. Malat kan sedan i cytosolen omvandlas tillbaka till oxalacetat vilket kan omvandlas till fosfoenolpyruvat. Anledningen till denna omväg är att reaktionen från fosfoenolpyruvat till pyruvat är irreversibel. Därefter kommer fem steg som nyttjar samma enzym som glykolysen.
5. fosfoenolpyruvat → 2-fosfoglycerat
6. 2-fosfoglycerat → 3-fosfoglycerat
7. 3-fosfoglycerat → 1,3-bis-fosfoglycerat. Detta steg kostar 1 ATP.
8. 1,3-bis-fosfoglycerat → glyceraldehyd-3-fosfat
9. Två stycken glyceraldehyd-3-fosfat omvandlas till en fruktos-1,6-bisfosfat.
10. Fruktos 1,6-bisfosfat spjälkas till fruktos-6-fosfat av enzymet fruktos-1,6-bisfosfatas vilket har en helt annan styrning (aktiveras av höga koncentrationer av ATP) än motsvarande enzym i glykolysen (som hämmas av ATP) vilket som garanterar att båda processerna inte sker samtidigt.
11. Fruktos-6-fosfat omvandlas till glukos-6-fosfat
12. I levern kan glukos-6-fosfat omvandlas till glukos med hjälp av enzymet glukos-6-fosfatas. Glukos kan sedan passera cellmembranet och följa med blodet ut till energibehövande vävnader. I musklerna kan glukos-6-fosfat lagras som glykogen för kommande behov.